# Протир
Про́тир, або про́тирум (дав.-гр. πρόϑυρον, італ. protiro) — в середньовічній архітектурі та архітектурі Раннього Відродження — невеликий портик, що прилягає до фасаду або притвору церкви і складається зі склепіння та двох колон, які його підтримують. Спочатку призначався для укриття жебраків від негоди. Часто нижня частина колон протирів декорована стилофорами. В римському будинку протиром називали прохід або короткий коридор, що з’єднував двері, які виходили на вулицю, з дверима, які вели до атріуму.

## Історія
Найдавніші збережені приклади протирума знаходяться в Вірменії. У Ечміадзінському монастирі є протирум, який можна віднести до V століття, незважаючи на те, що центральна будівля, до якої він прибудований, була відновлена в VII столітті та сильно змінена згодом. Подібний протирум, над яким височіє багатокутний арковий табернакль, знаходиться також у церкві Святої Рипсіме в Вагаршапаті. У церкві Святої Гаяне в тому ж районі, побудованій близько 630 року, але суттєво відреставрованій у XVII столітті, є протир з балдахіном. Тип протира з виглядом башточки позаду будівлі, з двома або трьома ярусами також розвинувся пізніше в вірменській архітектурі: він присутній, наприклад, у церкві Святого Хреста на острові Ахтамар (915—921 рр.) на озері Ван.

## Галерея

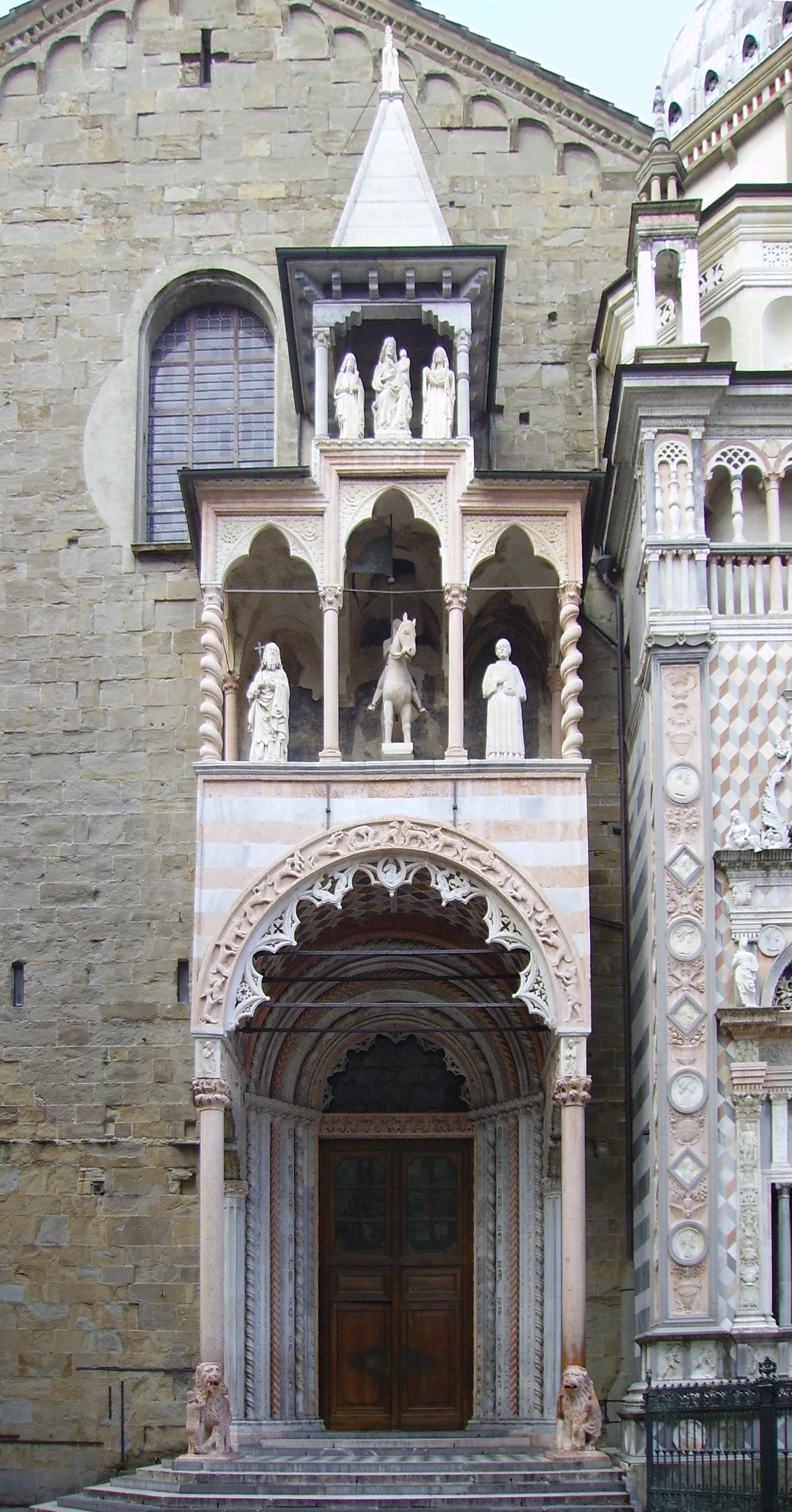
Протир до трансепту в Санта-Марія-Маджоре в Бергамо
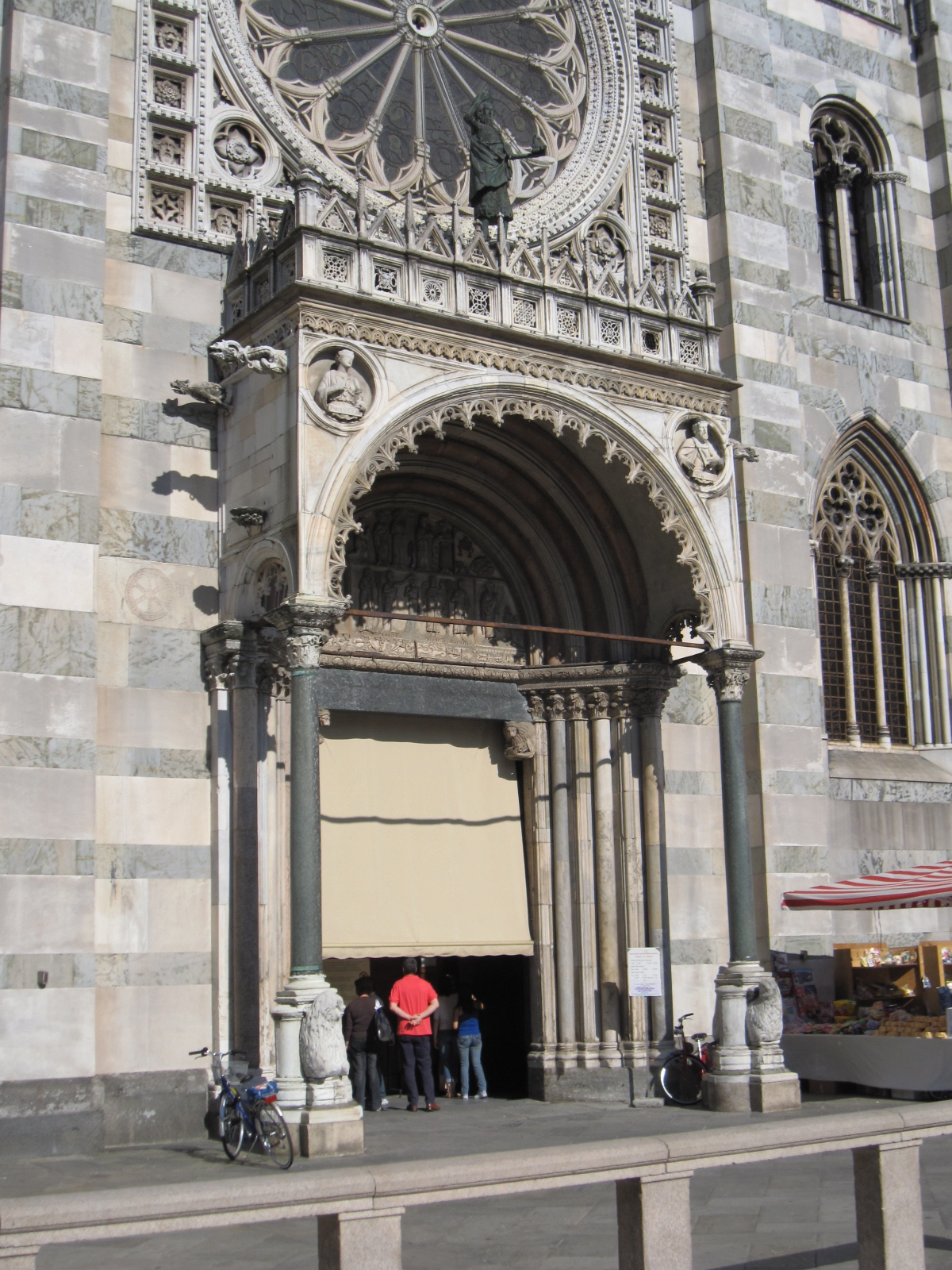
Протир Собору Святого Івана Хрестителя в Монці
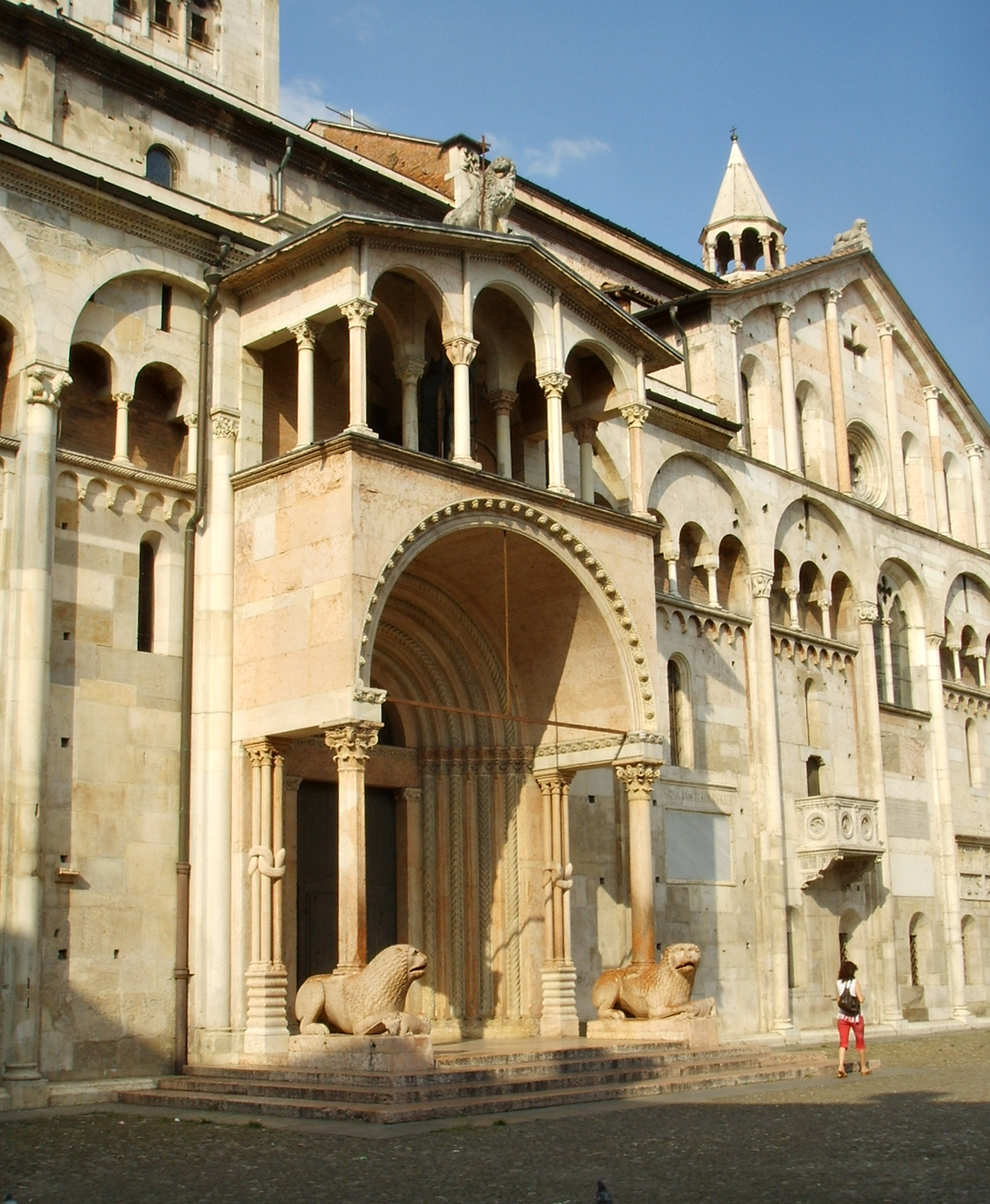
Протир собору Модени
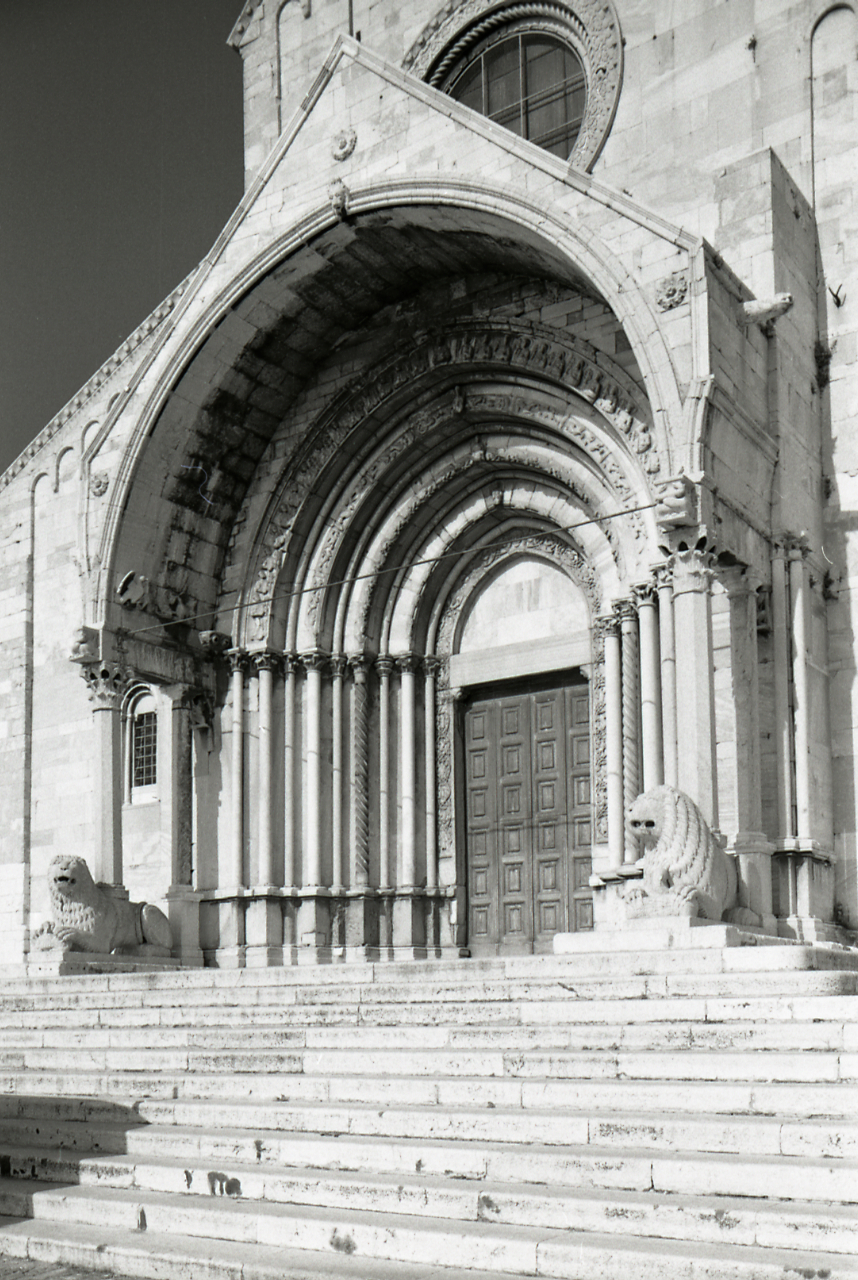
Протир собору Анкони[en]